# Озерецкий сельсовет (Краснополянский район)
Озерецкий сельсовет — упразднённая административно-территориальная единица, существовавшая на территории Московской губернии и Московской области до 1954 года.
Озерецкий сельсовет был образован в первые годы советской власти. По данным 1924 года он входил в состав Трудовой волости Московского уезда Московской губернии.
23 ноября 1925 года из Озерецкого с/с был выделен Рыбаковский с/с.
По данным 1926 года в состав сельсовета входили село Озерецкое и Лобненская лесная сторожка.
В 1929 году Озерецкий с/с был отнесён к Коммунистическому району Московского округа Московской области.
4 января 1939 года Озерецкий с/с был передан в Краснополянский район.
17 июля 1939 года к Озерецкому с/с был присоединён Рыбаковский с/с (селения Агафониха и Рыбаки).
27 марта 1954 года в Озерецком с/с был образован новый населённый пункт — посёлок Заозерье.
14 июня 1954 года Озерецкий с/с был упразднён. При этом его территория была передана в Габовский с/с.